# ماثيو جونسون
ماثيو جونسون (بالإنجليزية: Matty Johnson)‏ هو لاعب اتحاد الرغبي نيوزيلندي، ولد في 20 أبريل 1994 في أوكلاند في نيوزيلندا.